# Nankai Electric Railway
Nankai Electric Railway (南海電気鉄道株式会社 Nankai Denki Tetsudō Kabushiki-gaisha?) es un conglomerado empresarial con base en Osaka, Japón, con sus principales áreas de negocio en ferrocarriles, turismo y sector inmobiliario.

## Líneas
- Línea Nankai (南海線) 
  - Línea Troncal Nankai (南海本線): Namba - Wakayamashi
  - Línea Takashinohama (高師浜線): Hagoromo - Takashinohama
  - Línea Aeropuerto Nankai (空港線): Izumisano - Kansai Airport. Entre las estaciones Kansai Airport y Rinkū Town, comparte derecho de vía y estaciones con la compañía JR West.
  - Línea Tanagawa Nankai (多奈川線): Misaki koen - Tanagawa
  - Línea Kada Nankai (加太線): Kinokawa - Kada
  - Línea Wakayamako Nankai (和歌山港線): Wakayamashi -Wakayamako
- Línea Koya (高野線) 
  - Línea Koya (高野線): Shiomibashi - Kishinosato-Tamade - Gokurakubashi
    - en la operación: Namba - Gokurakubashi
    - Línea Shiomibashi (汐見橋線, comúnmente llamado): Shiomibashi - Kishinosato-Tamade

  - Línea Cable (鋼索線): Gokurakubashi - Koyasan

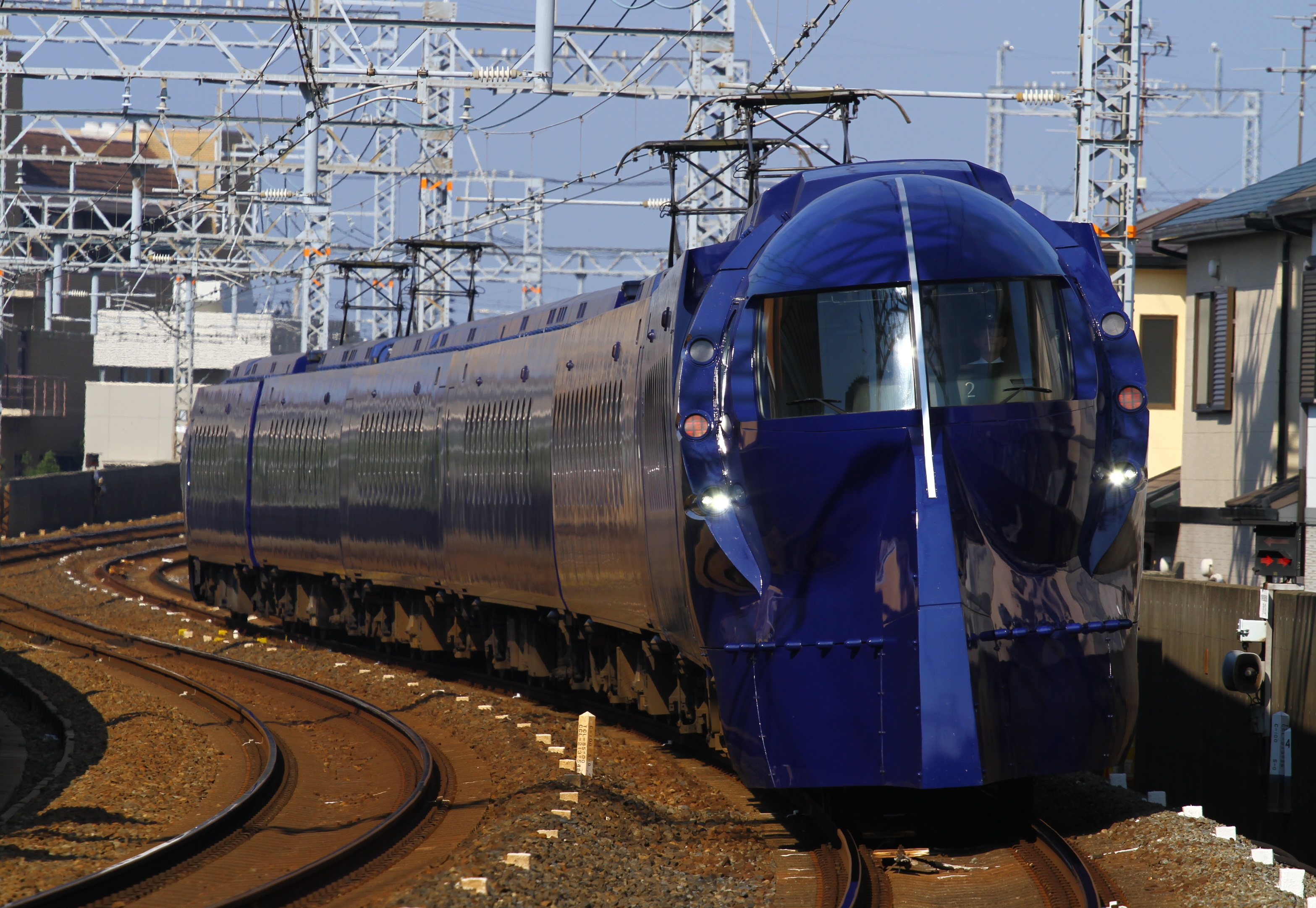
Nankai série 50000 "Rapi:t"
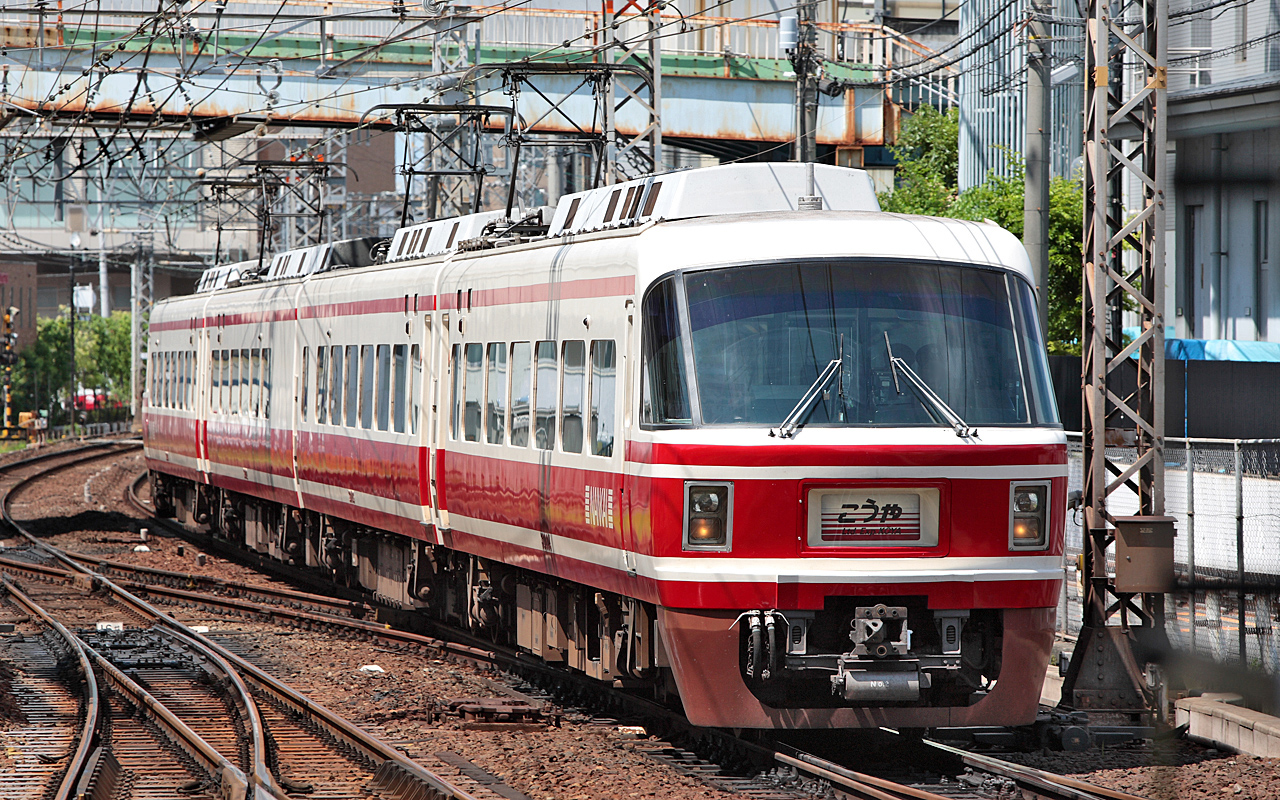
Nankai série 30000
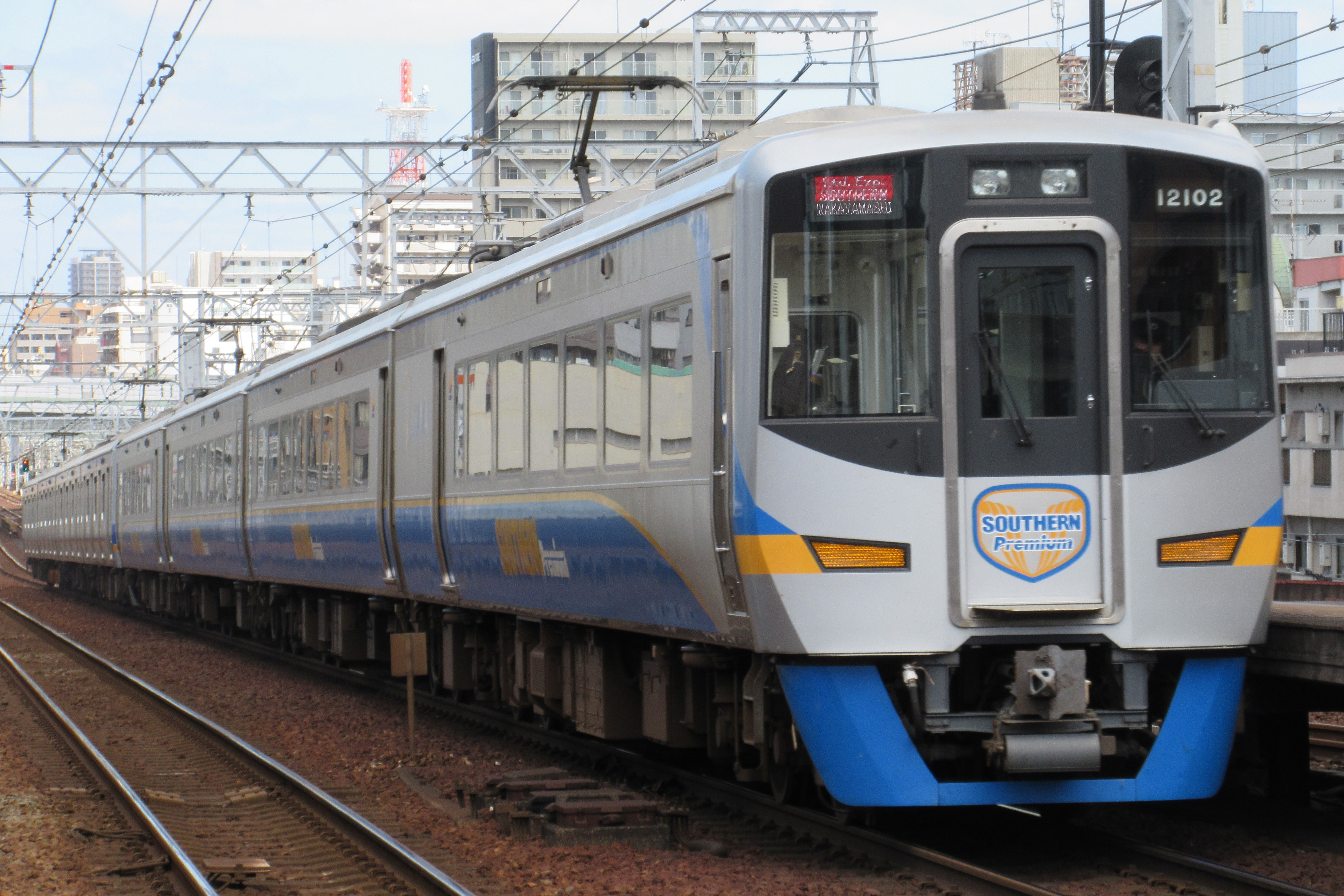
Nankai série 12000 "Southern"
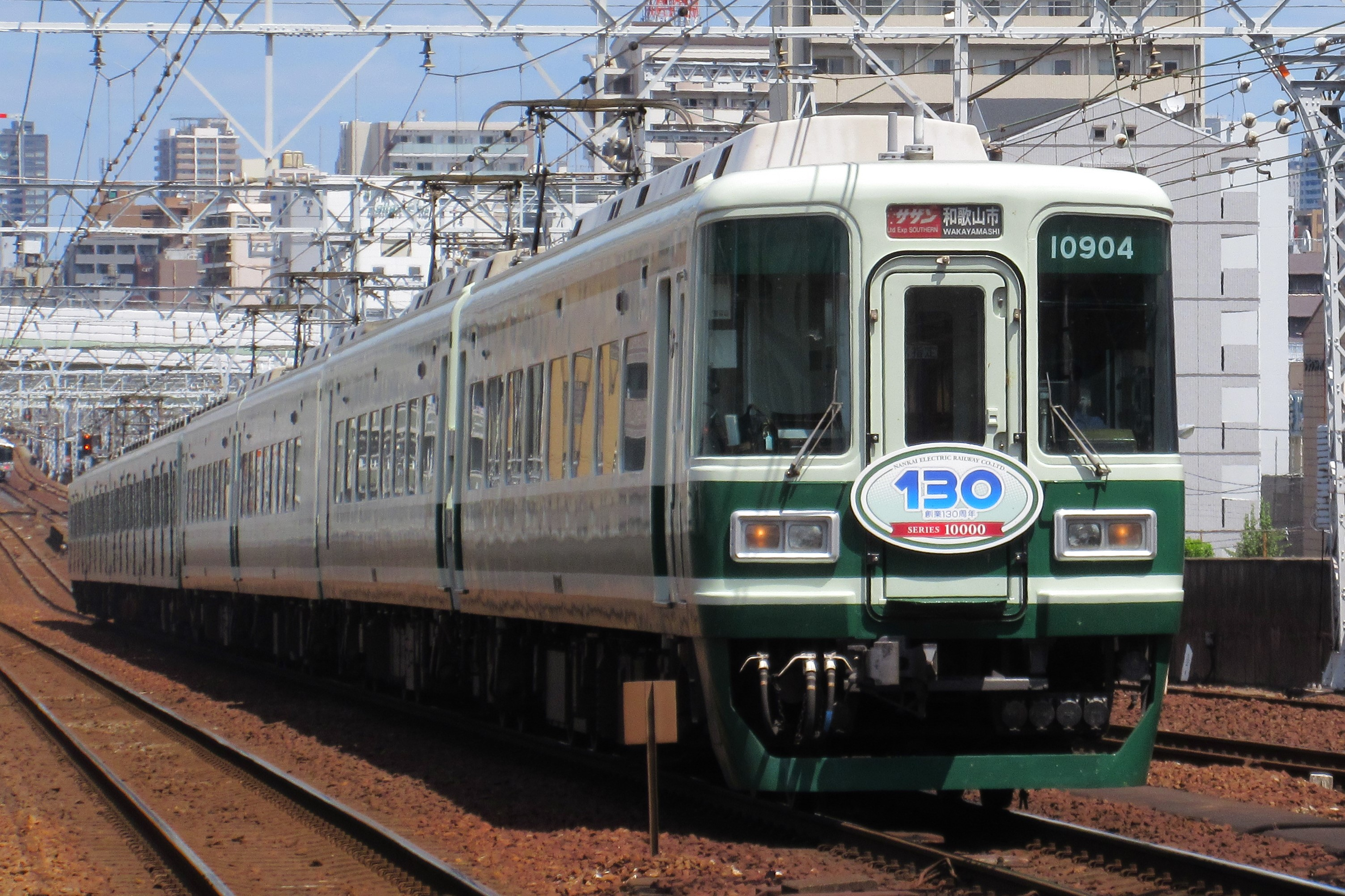
Nankai série 10000
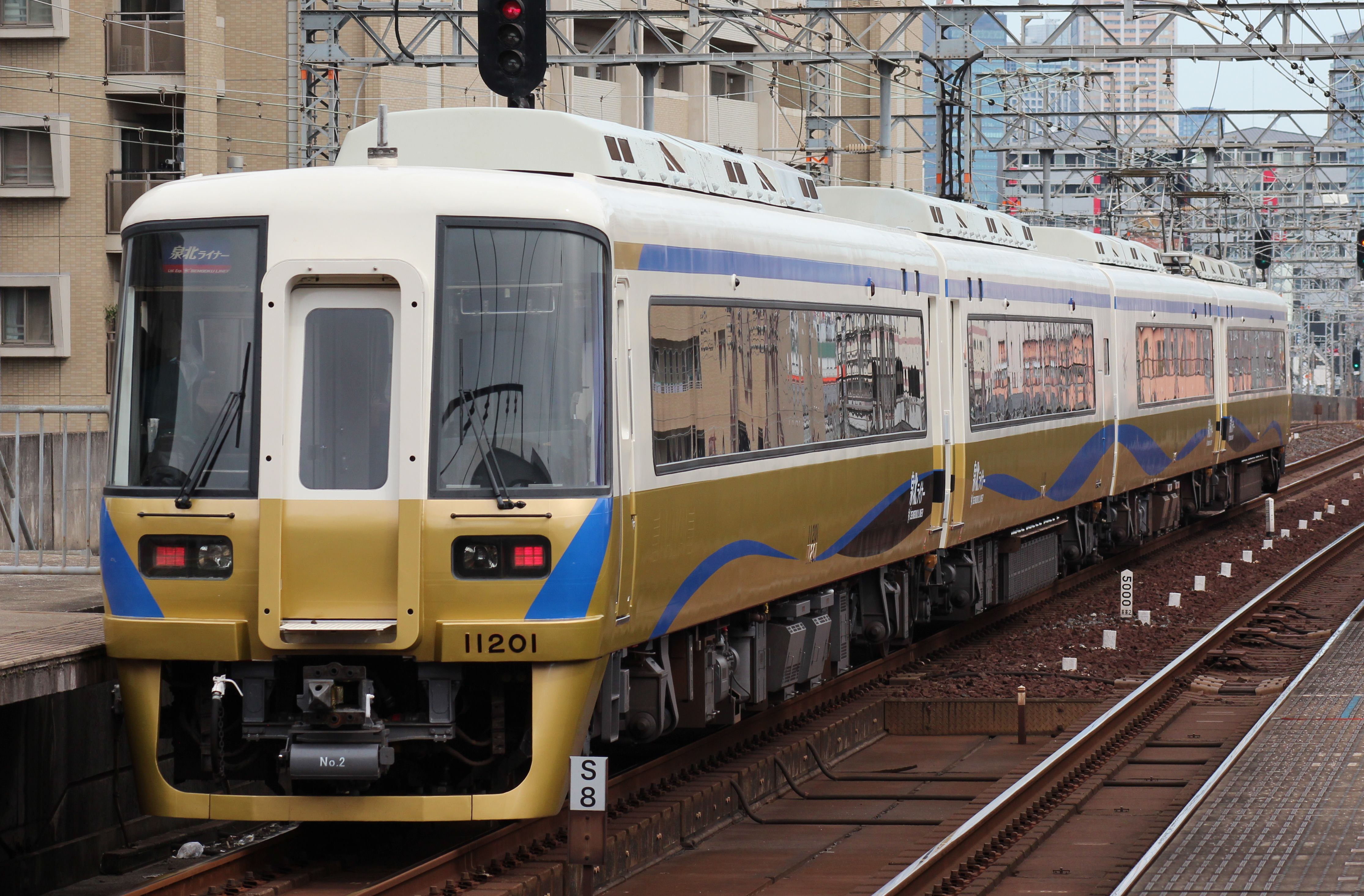
Nankai série 11000
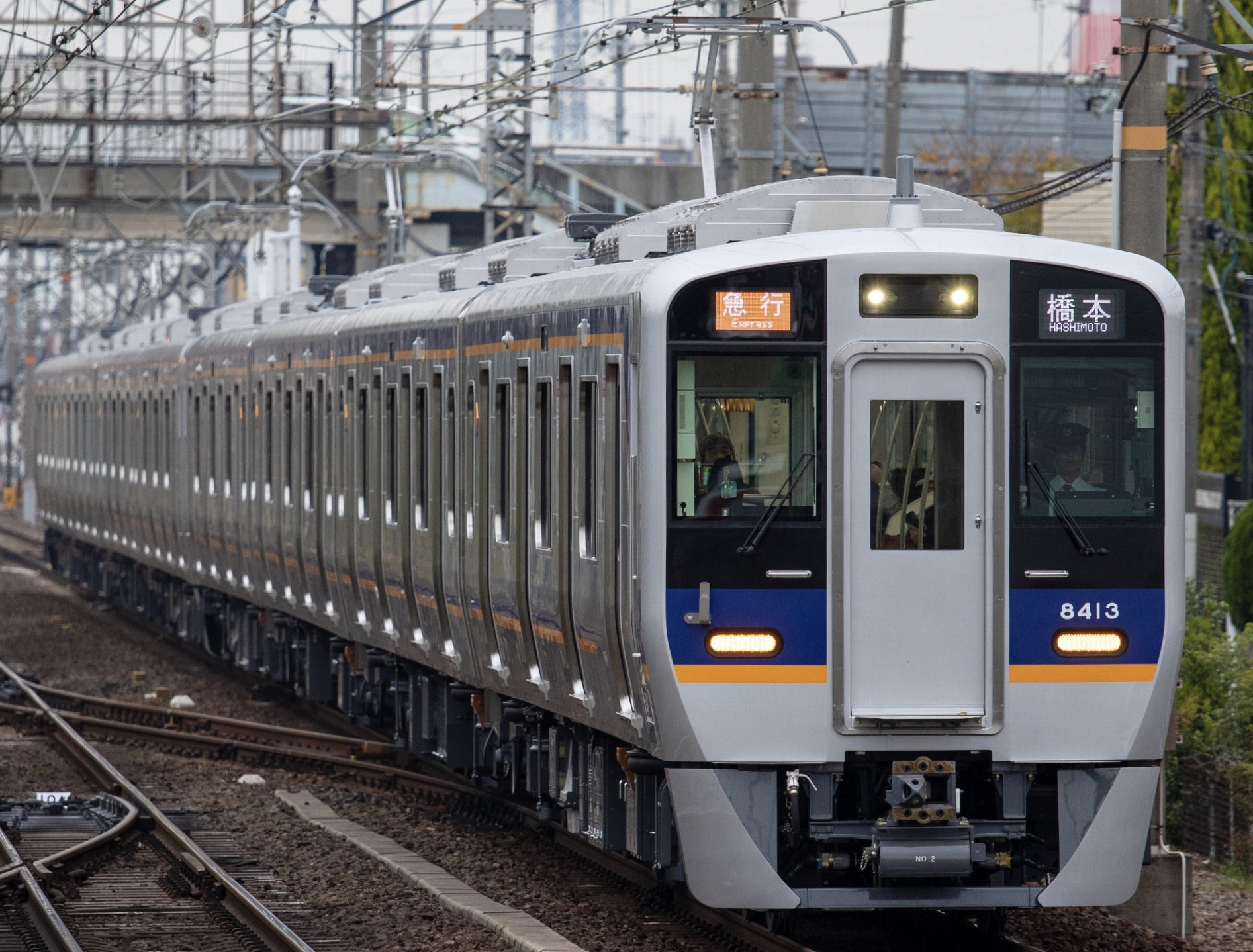
Nankai série 8300
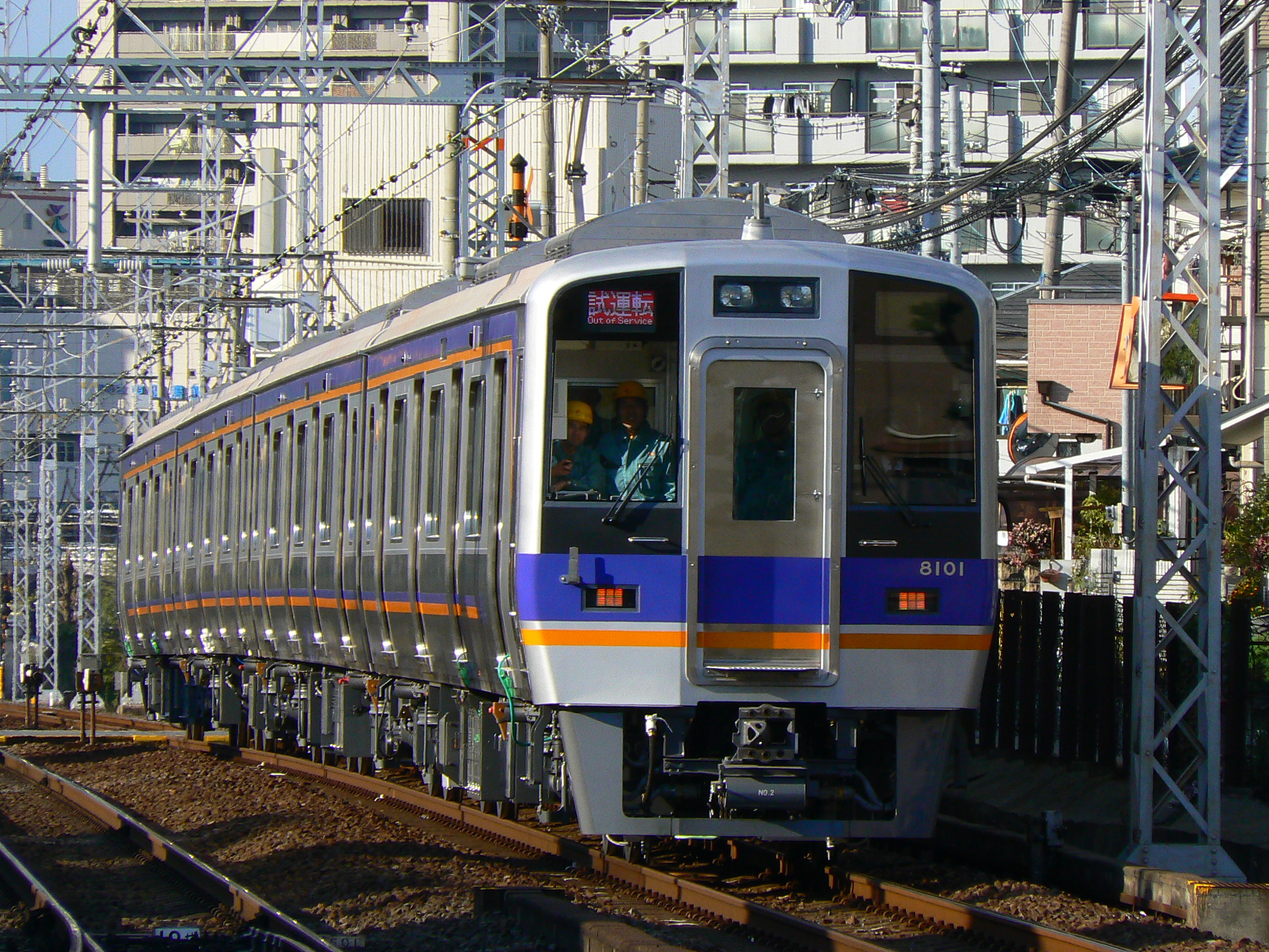
Nankai série 8000
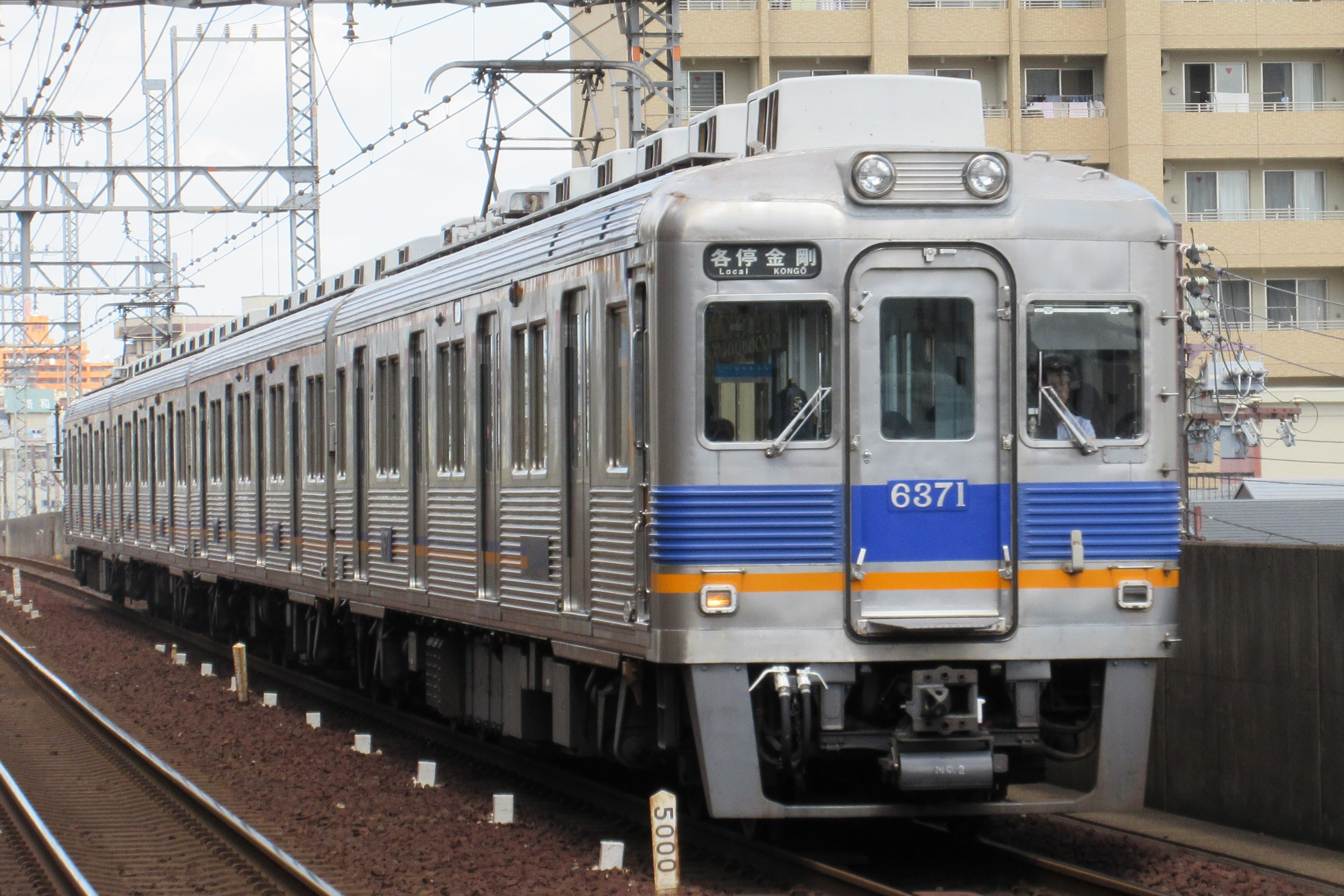
Nankai série 6000
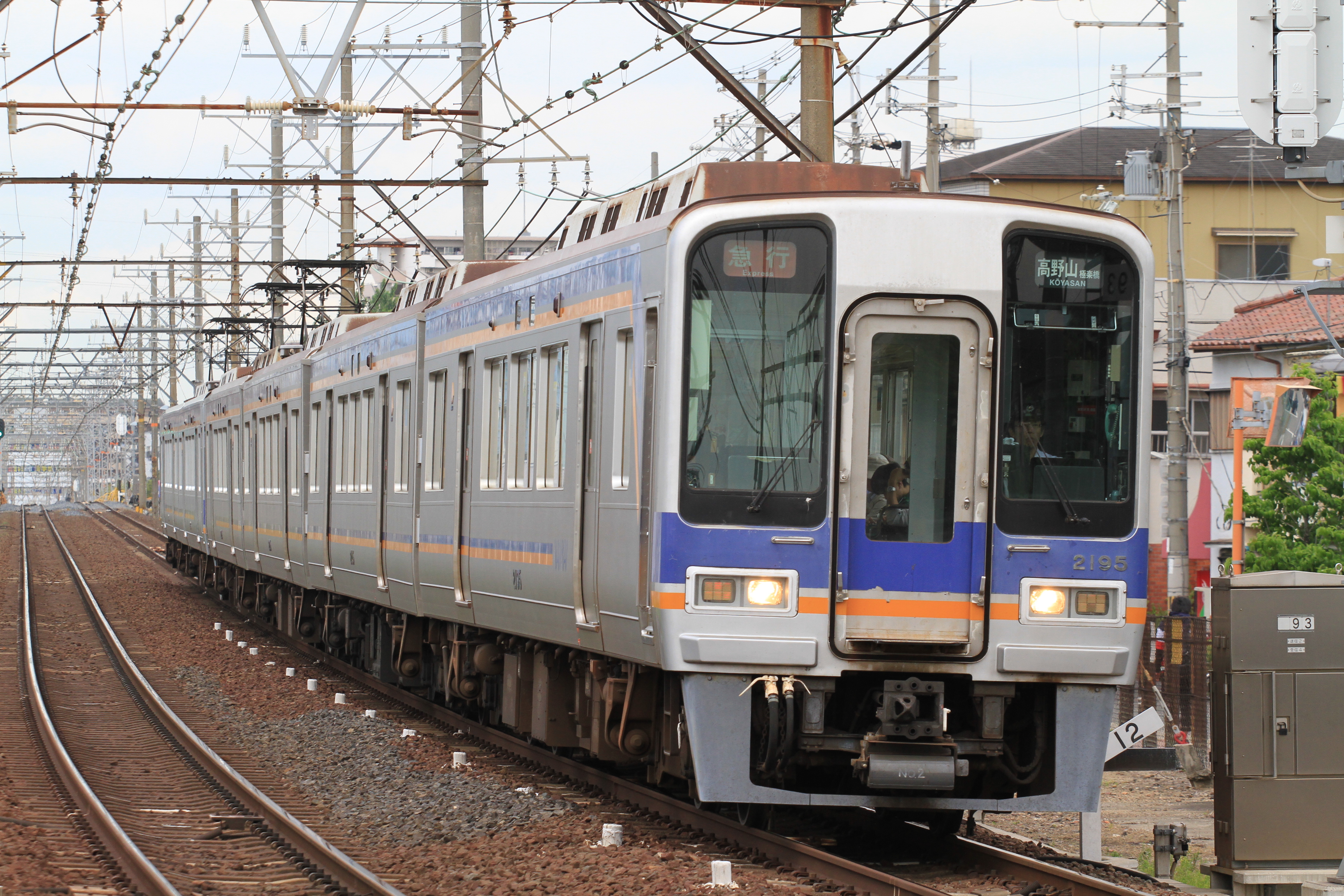
Nankai série 2000
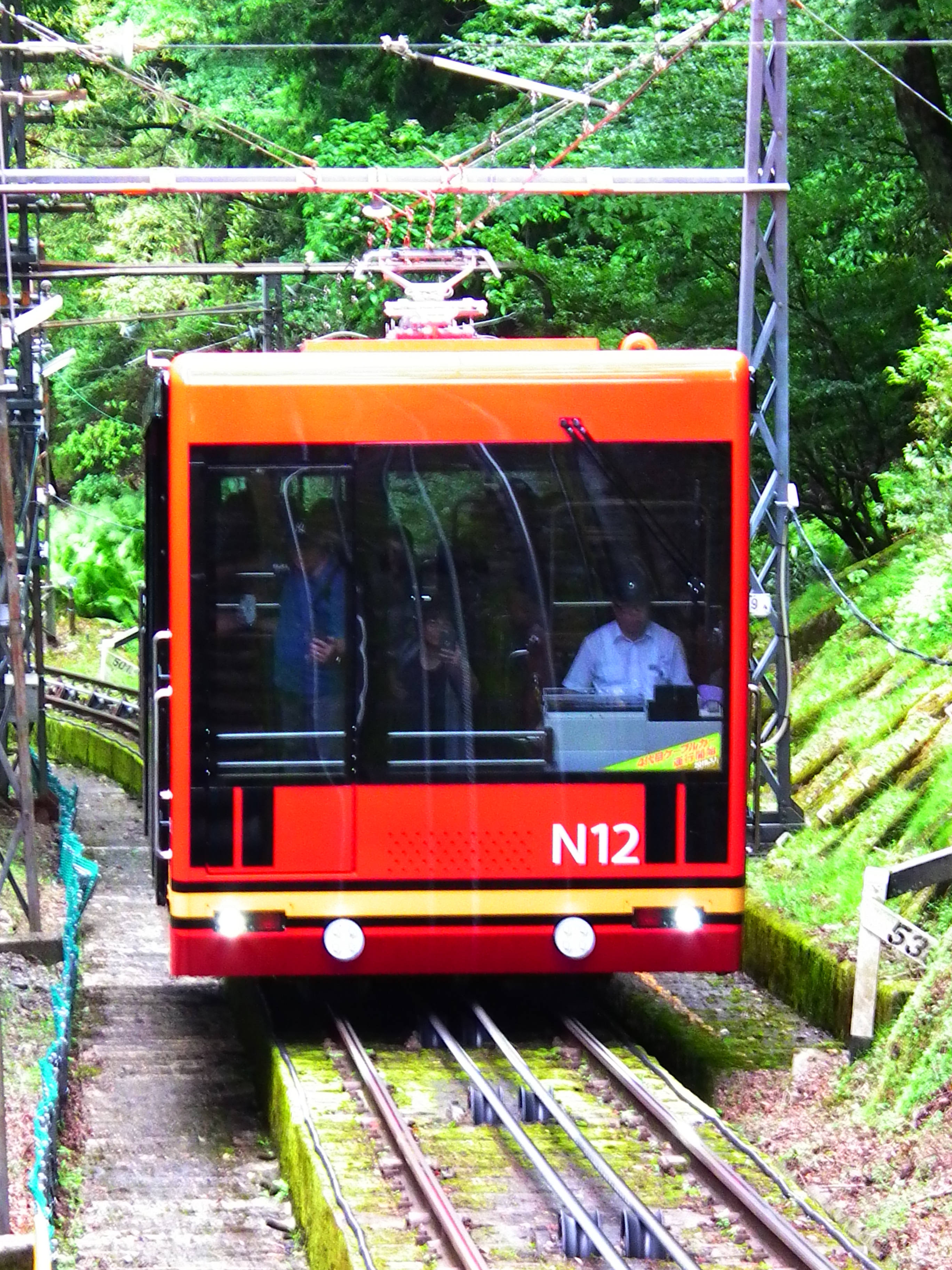
Funiculaire du Mont Kōya (N10-20)